# 李克让 (少将)
李克讓（1959年4月），河南固始人，中共黨員丶中共政治人物丶軍事人物，2010年晉升少將
曾担任副军职专职干部丶南京軍區副參謀長丶江苏省军区司令员等  